# Knights of Pen & Paper
Knights of Pen & Paper ist ein 2012 veröffentlichtes Computer-Rollenspiel von Behold Studios, das vom schwedischen Paradox Interactive vertrieben wird. Der Nachfolger Knights of Pen & Paper 2 erschien 2015.

## Handlung und Gameplay
Knights of Pen & Paper ist ein rundenbasiertes Computer-Rollenspiel in einer Fantasy-Welt mit der Besonderheit, dass das Abenteuer nur in der Vorstellungskraft einer Gruppe aus fünf Spielern einer Rollenspielgruppe bestehend aus fünf Mitspielern und einem Dungeon Master besteht. Diese sind auch tatsächlich zu sehen. Der Tisch, an dem die Spieler sitzen ist ebenfalls Teil der Spielwelt und immer präsent.
Der Spieler kontrolliert sowohl die Rollenspielgruppe als auch den Spielleiter. Die einzelnen Rollenspieler lassen sich aus einer Charakterklasse (zum Beispiel Kämpfer, Paladin, Magier, Dieb) und einem Spielertyp (zum Beispiel Nerd, Kleiner Bruder, Geschäftsmann) wählen, die über unterschiedliche Attribute und Angriffsmöglichkeiten verfügen. Auch die Figur des Spielleiters ist wählbar, was wiederum Auswirkungen auf Werte sowie Vorzüge und Nachteile haben kann.
Im Laufe des Spiels erkundet der Spieler die Welt, die auf einer Karte dargestellt wird, erledigt verschiedene Aufgaben und besucht verschiedene Dungeons.
Die eigentlichen Aufgaben sind in Dialogform dargestellt. Zum Teil fallen die Spieler aus ihrer Rolle und reden informell miteinander. Sowohl Optik als auch Handlung sind an 16-Bit-Rollenspiele angelegt. Außerdem gibt es zahlreiche Anspielungen auf populäre Rollenspiel-Systeme wie Dungeons & Dragons.

## Veröffentlichungen
Das Spiel erschien am 30. Oktober 2012 für iOS und Android. Am 18. Juni 2013 folgten Versionen für Microsoft Windows, MacOS und Linux. PlayStation-4- und Xbox-One-Fassungen folgten am 13. Dezember 2018. Am 29. Mai 2018 erschien eine Version für Nintendo Switch in Nordamerika und am 21. November 2019 auch in Japan.

## Kritiken
Das Spiel wurde wohlwollend in der Videospielpresse besprochen. Auf Metacritic erreichte das Spiel einen Punktestand von 83 aus 100 Punkten basierend auf 13 Bewertungen. Gelobt wurde vor allem die Originalität. So schrieb Nissa Campbell, die sich als erfahrene Rollenspielerin bezeichnet, auf TouchArcade, dass sie sich in dem Spiel wiederfinden könne. Lediglich einige Fehler würden den Spielspaß trüben. Rich Stanton von Eurogamer lobte ebenfalls die zahlreichen Anspielungen auf die Rollenspielkultur und hob die fantasievollen Quests hervor.

## Fortsetzungen
Die Fortsetzung Knights of Pen & Paper 2 erschien am 13. Mai 2015. Entwickler war dieses Mal Kyy Games, die Behold Studios ablösten, da diese mit der Entwicklung von Chroma Squad beschäftigt waren. 2017 erschien mit Galaxy of Pen & Paper eine zweite Fortsetzung, die im Weltraum spielt.